# Satyrus kawara
Satyrus kawara är en fjärilsart som beskrevs av Hans Fruhstorfer 1908. Satyrus kawara ingår i släktet Satyrus och familjen praktfjärilar. Inga underarter finns listade.